# Роми-мусульмани

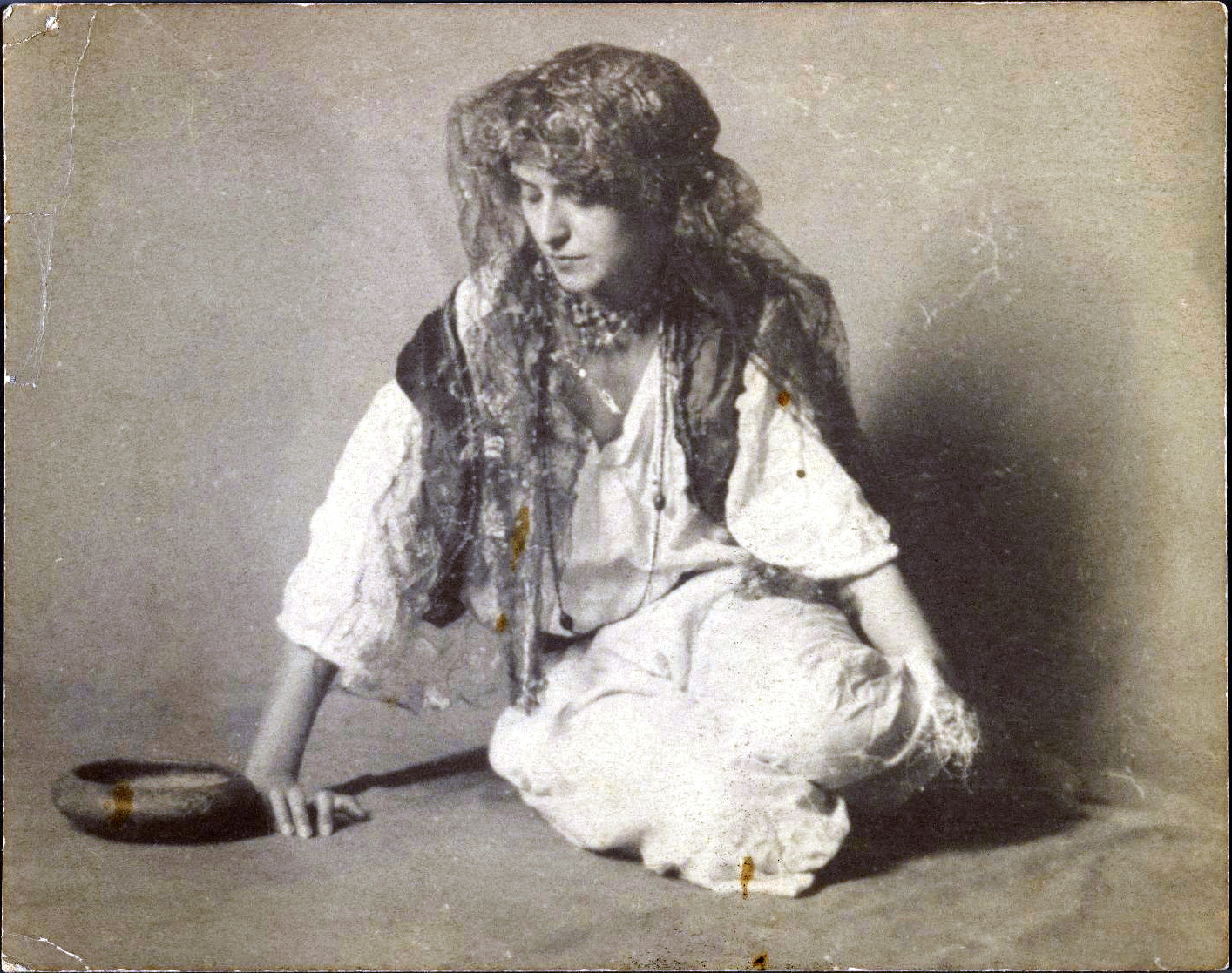
Костюм ромської жінки (швидше за все ромської мусульманки)

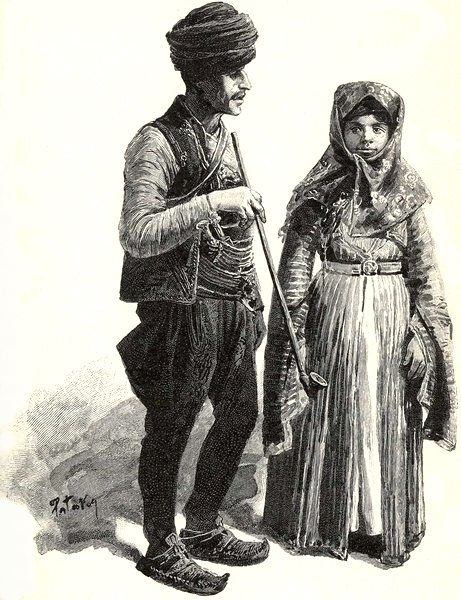
Роми-мусульмани в Боснії (близько 1900 р.)

Роми-мусульмани — особи, які є етнічними ромами і сповідують іслам. Існує багато різних ромських груп і підгруп, які переважно сповідують іслам, а також окремі роми з інших субетнічних груп, які прийняли іслам. Хораксанські роми на балканській ромській мові — це не влаські роми, які прийняли сунітський іслам ханафійського мазхабу за часів Османської імперії. Деякі з них є дервішами віри суфізму, а найбільший Тарікат Джерахі розташований у найбільшому мусульманському ромському поселенні Арліє та Гурбеті в Європі в Шуто Орізарі, місцеве ім'я Шутка в Північній Македонії, має власного ромського імама і мусульманських ромів. У Шуто Орізарі використовують Коран балканською ромською мовою. Багато ромів Туреччини є членами Хінділер Текке a Кадирія-Тарикат, заснованої в 1738 році індійським мусульманським шейхом Сейфуллахом Ефенді Ель Хінді в Селамсизі. Роми-мусульмани в Туреччині та на Балканах є переважно культурними мусульманами або номінальними мусульманами.
Роми-мусульмани проводять релігійні церемонії обрізання чоловіків (Біджав Сунеті) з великою помпою та святкуваннями. Хлопчикам в основному роблять обрізання у віці п'яти років, тому що число 5 (панч) є священним символом ромыв. Поміж ромыв-мусульман існує звичай, за яким крайня плоть маэ бути похована. Вони вірять, що крайня плоть повернеться до чоловіків у День Воскресіння, спираючись на хадис Сахіха аль-Бухарі 6524: Пророк (благословить і вітає його Аллах) сказав: «У Судний день ви будете воскрешені босими, оголеними та необрізаними (з крайньою плоттю)», поховання крайньої плоті також є традицією південноазіатських мусульман. Під час церемонії Кірво (Хрещений батько) тримає дитину за руки і за ноги. Кірво оплачує витрати на церемонію обрізання. Традиція Кірве, схожого на сандека, також практикується в алевізмі та язидизмі в Туреччині. Іслам серед ромів історично асоціюється з їх життям в Османської імперії, оскільки в ній перевага віддавалася ромам-мусульманам, які були розселені на Балканах і в Румелії з Анатолійського і єгипетського еялетів. Хоча роми-мусульмани платили джизью у перші століття існування Османської імперії, винятком були роми-мусульмани в Османської Боснії і Герцеговини, які були звільнені від податків за наказом Селіма II. Після едикту Гюльхане всі роми-мусульмани були звільнені від сплати податків в Османській імперії і стали повноправними мусульманами. У 1874 році Османська імперія надала рівні права іншим мусульманам. Турецький історик вирішать Екрем Кочу пояснив, що група вихідців з Лому, що жили в Стамбулі, прийняла іслам в ХІХ столітті. Відповідно, значні культурні меншини ромських мусульман проживають у Туреччині, Боснії і Герцеговині, Албанії, Чорногорії, Косово, Республіці Північна Македонія, Болгарії (за оцінками на середину 1990 — х років, роми-мусульмани становили близько 40 % ромів Болгарії), дуже невелика група ромів-мусульман проживають в регіоні Добруджа і Валахія в Румунії, складаючи 1 % ромського населення країни, Хорватії (45 % ромського населення країни, які прибули з Боснії), на півдні Росії, в Греції (невелика частина мусульманського населення зосереджений в Західної Фракії), Північному Кіпрі, Південної Сербії (географічний регіон) і Криму (крими). Більшість ромів-мусульман у колишній Югославії говорять Балканському циганському і південнослов'янською мовами, хоча багато хто розмовляє лише мовою приймаючої країни, подібно до албанізованих ромських груп-мусульман з Албанії, Косово, Чорногорія і Північної Македонії, які говорять тільки на албанською мовою і називаються хорахан шиптарі. Албанська культура та інші впливи створили власну ідентичність, як ашкалі та балканські єгиптяни, а деякі заперечують своє циганське походження, особливо в Косово, і стверджують, що вони албанці або турки. Турецька мова використовується турецькими ромами, лише деякі з них говорять на курбетчській, румелійскій романській або сепечидській романській. Деякі роми-мусульмани також використовували слово «циган» для позначення себе, оскільки не сприймали його як зневажливий термін. Культура ромів-мусульман заснована на ісламській культурі. За часів османського панування роми-християни та мусульмани були розділені за наказом Сулеймана Пишного. Ромам-мусульманам було заборонено одружуватися з ромами-християнами і жити разом, а також займатися бізнесом. Чоловіки-роми-мусульмани служили в Збройних силах Османської імперії, особливо в османському військовому оркестрі. Протягом століть між ромами-мусульманами і християнами виявлялися значні відмінності. Православні роми-влакси вважають себе ромами-чаче (істинними ромами) і не вважають ромів-мусульман частиною ромської спільноти, називають їх турками і пояснюють, що вони «зрізають крайню плоть зі своїх членів». Роми-мусульмани, однак, вважають ромів-християн іноземцями і називають їх дасікане (слуги, раби). Також словосполучення Amare Roma (наші роми) і Cudza Roma (іноземні роми) використовуються навпаки. Між двома релігійними групами існує величезний культурний розрив

## Поселення
Після розпаду Османської імперії роми-мусульмани опинилися під подвійною дискримінацією в регіонах, де іслам був релігією меншини, відчуваючи як ромофобію, так і ісламофобію.
Під час Грецької революції, російсько-турецької війни (1877—1878) і Балканських воєн (1912—1913) мусульманські роми тікають разом з іншими різними мусульманськими групами до Стамбула та Східної Фракії, як Мухаджири.
Під час обміну населенням між Грецією та Туреччиною мусульманські турецькі роми з Греції також були переселені до Туреччини. Турецькою вони називаються Mübadil Romanlar.
У 1950—1951 роках мусульманські турецькі роми з Болгарії приїхали до Туреччини та оселилися в Чанаккале та його околицях.
З 1953 по 1968 рік мусульманські турецькі роми та турки з Югославії емігрували до Туреччини.
Через відносну легкість міграції в наш час ромів-мусульман можна також зустріти в інших частинах світу. Турецькі роми з Туреччини, а також інші роми-мусульмани з колишньої Югославії прибули до Західної Європи як гастарбайтери, але приймаюче населення сприймало їх як турків або югославів. Роми-мусульмани з Боснії та Косово виїхали під час югославських війн до Італії і живуть, зокрема, у Флоренції. Ксораксани (роми-мусульмани) з колишньої Югославії виїхали до США, оселилися переважно в Нью-Йорку та Південній Америці. З 2007 року турецькі роми з Болгарії виїхали як заробітчани до Західної Європи.

## Віра і статус
Більшість ромів-мусульман є сунітами, але не тільки. Наприклад, у Сербії є кілька шиїтських ромських громад. Турецькі роми переважно суніти. Під османським пануванням роми-мусульмани мали нижчий соціальний статус, ніж пнероми-мусульмани, але вищий за немусульман. Однак інші роми-мусульмани добре інтегровані зі своїми братами-мусульманами, які не є ромами, і сприймаються ними.

## Типи мусульманських ромів

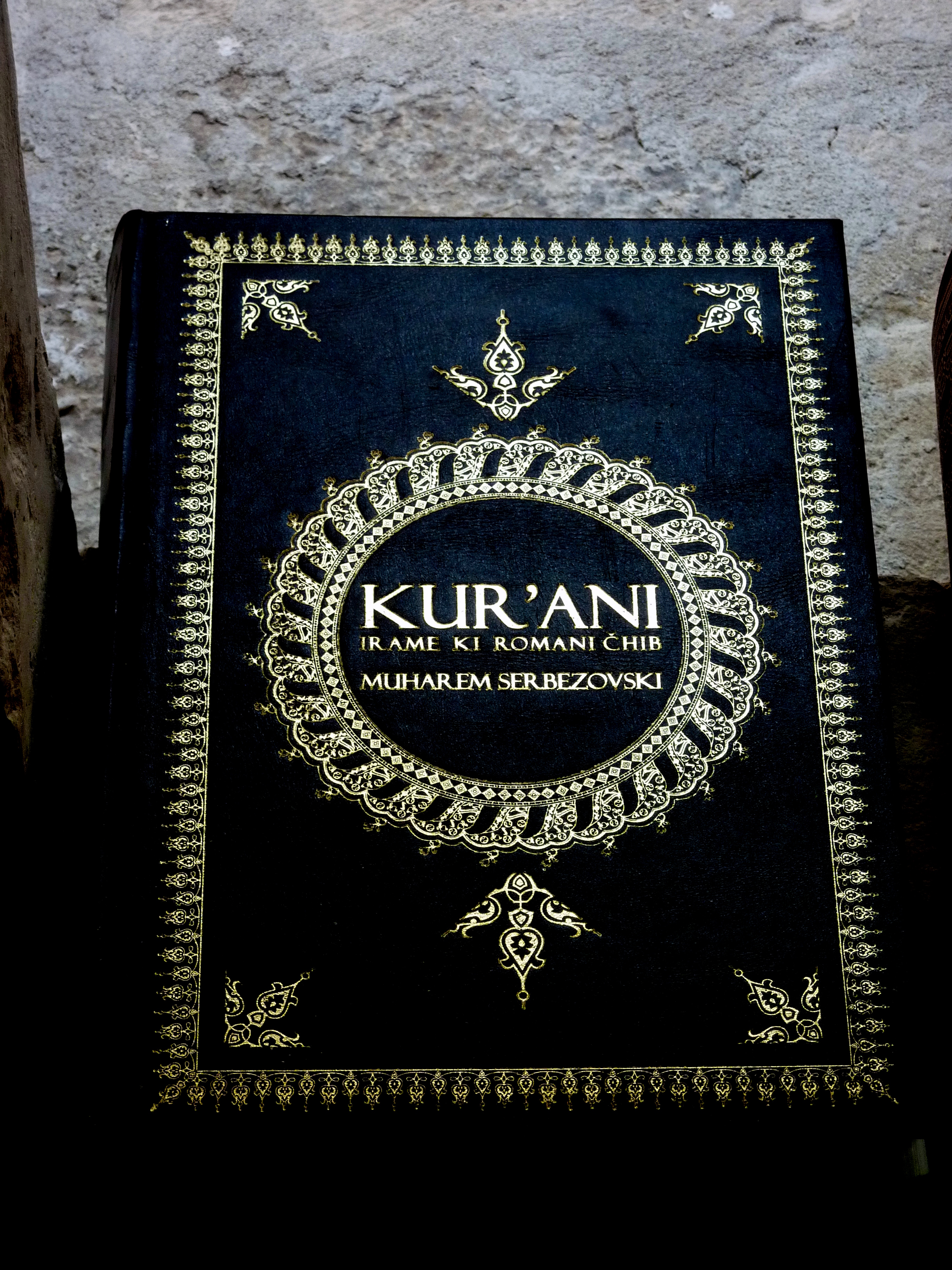
Ромський переклад Корану

### Ксораксан
Ксораксан (також пишеться як Khorakhane, Xoraxane, Kharokane, Xoraxai тощо, що означає «Любителі Корану») — це застарілий релігіонім, конфесіонім і загальний термін для ромів-мусульман на Балканах або, альтернативно, для всіх ромів-мусульман у Південній Європі та Західній Азії схожий на те, як термін «турки» використовувався для нетурецьких мусульман. Існує багато груп ромів-ксораксанів, названих на честь їхньої давньої традиційної професійної діяльності, також розділених на осілі та кочові групи. Не всі ромські прихильники ісламу вважаються ксораксанами.

#### Арліє
Осілі арліє є основною групою ромського народу в Північній Македонії. Вони є однією з багатьох підгруп, які вважаються ксораксанами.

#### Кримські роми (крими)
Крими (також звані Çingene) — спільнота татаризованих ромів, які традиційно сповідують іслам. Їх часто вважають як підгрупою ромів, так і підгрупою кримськотатарського народу через асиміляцію, хоча термін oraxane рідко, якщо взагалі, використовується для них

#### Заргарі
Заргарі — ромська спільнота, яка проживає в Заргарі, Іран та сусідніх селах, дотримується шиїтського ісламу та розмовляє балканським ромським діалектом. Вчені сперечаються про їх точне походження.

### Нові мусульмани
Британський ромський бізнесмен Алфі Бест молодший прийняв іслам 2023 року. Оскільки іслам не є етнорелігією, він приймає новонавернених незалежно від їхнього етнічного походження, включаючи ромів немусульманського походження.

## Одяг
Мусульманські ромки носять красиві шовкові діміє, також відомі як турецький шалвар, на весіллях, церемоніях обрізання та інших святах. Навіть у будні багато жінок похилого віку, а також деякі молодші жінки носять шалвар.

## Танець і музика
Ромами-мусульманами виконується танець живота та ромський хора (танець) 8/9 такту, використовується журна, давул, кларнет. В Османській імперії особливо молодих красивих ромських хлопців брали як танцюристів кочеку, а молодих ромських танцівниць називали ченґі.

## Подальше читання
- Роми-мусульмани на Балканах Олена Марушякова та Весселін Попов